# Eleições estaduais no Tocantins em 2002
As eleições estaduais no Tocantins em 2002 ocorreram em 6 de outubro como parte das eleições gerais em 26 estados e no Distrito Federal. Foram eleitos o governador Marcelo Miranda, o vice-governador Raimundo Boi, os senadores Leomar Quintanilha e João Ribeiro, além de oito deputados federais e vinte e quatro deputados estaduais.
Nascido em Goiânia, o governador Marcelo Miranda migrou para Araguaína ainda na infância e acompanhou a carreira política do pai, Brito Miranda, eleito deputado estadual quatro vezes por Goiás num período anterior a criação do Tocantins. Agropecuarista, ingressou no PMDB e foi eleito deputado estadual pelo Tocantins em 1990 e 1994, tornando-se aliado de Siqueira Campos ao migrar para o PFL e obter um novo mandato em 1998, chegando à presidência da Assembleia Legislativa do Tocantins.
Para vice-governador foi escolhido o médico Raimundo Boi, eleito pela segunda vez ao cargo.
O senador mais votado foi o bancário Leomar Quintanilha. Nascido em Goiânia, formou-se em Direito na Universidade Federal de Uberlândia, e trabalhou no Banco do Brasil e foi presidente do diretório estadual da ARENA em Goiás em 1976. Foi eleito deputado federal pelo PDC do Tocantins em 1988 e 1990, além de ocupar a Secretaria de Educação no primeiro governo Siqueira Campos. Presidente da Federação Tocantinense de Futebol, elegeu-se senador no PPR em 1994, renovando o mandato via PFL.
A outra vaga foi destinada ao empresário João Ribeiro. Nascido em Campo Alegre de Goiás, presidiu o Sindicato dos Garimpeiros responsável pelos estados de Pará, Maranhão e Goiás. Eleito vereador de Araguaína pelo PDS em 1982 e deputado estadual pelo PFL goiano em 1986, alcançou a prefeitura de Araguaína em 1988. Eleito deputado federal pelo Tocantins em 1994 e 1998, licenciou-se para auxiliar o governador Siqueira Campos como secretário de Turismo, secretário de Governo e secretário de Justiça. Este é o seu primeiro mandato de senador.

## Resultado da eleição para governador
Segundo o Tribunal Superior Eleitoral houve 550.012 votos nominais, assim distribuídos:
| Candidatos a governador do estado | Candidatos a vice-governador         | Número | Coligação                                                                        | Votação | Percentual |
| --------------------------------- | ------------------------------------ | ------ | -------------------------------------------------------------------------------- | ------- | ---------- |
| Marcelo Miranda PFL               | Raimundo Boi PPB                     | 25     | União do Tocantins (PFL, PPB, PSDB, PSD, PSL, PST, PAN, PRTB, PRP, PRONA, PTdoB) | 333.332 | 60,60%     |
| Freire Júnior PMDB                | Joaquim Quinta PMDB                  | 15     | PMDB (sem coligação)                                                             | 185.594 | 33,74%     |
| Valdenor Lisboa PT                | Neiçon Gomes de Souza PT             | 13     | Tocantins para Todos (PT, PCdoB, PMN)                                            | 17.752  | 3,22%      |
| Domingos Fernandes PSB            | Maria das Graças Vogado da Silva PSB | 40     | Fé no Tocantins (PSB, PSC, PHS, PGT)                                             | 9.993   | 1,81%      |
| Lutero Fonseca PPS                | Airton Portilho PDT                  | 23     | Frente Trabalhista (PPS, PDT)                                                    | 3.341   | 0,60%      |

## Resultado da eleição para senador
Segundo o Tribunal Regional Eleitoral do Tocantins, houve 991.082 votos nominais, assim distribuídos:
| Candidatos a senador da República | Primeiro suplente de senador | Número | Coligação                                                                        | Votação | Percentual |
| --------------------------------- | ---------------------------- | ------ | -------------------------------------------------------------------------------- | ------- | ---------- |
| Leomar Quintanilha PFL            | Sadi Cassol PSDB             | 252    | União do Tocantins (PFL, PPB, PSDB, PSD, PSL, PST, PAN, PRTB, PRP, PRONA, PTdoB) | 309.002 | 31,18%     |
| João Ribeiro PFL                  | Manoel Alencar Neto PFL      | 258    | União do Tocantins (PFL, PPB, PSDB, PSD, PSL, PST, PAN, PRTB, PRP, PRONA, PTdoB) | 289.781 | 29,24%     |
| Moisés Avelino PMDB               | Eudoro Pedroza PMDB          | 151    | PMDB (sem coligação)                                                             | 192.481 | 19,42%     |
| Tenente Celso PSB                 | Rosa Carmo PSB               | 400    | Fé no Tocantins (PSB, PSC, PHS, PGT)                                             | 185.498 | 18,72%     |
| Divina Herly PT                   | Jesuíno Oliveira PT          | 131    | Tocantins para Todos (PT, PCdoB, PMN)                                            | 12.742  | 1,28%      |
| Raul Filho PPS                    | Itelvino Pisoni PDT          | 231    | Frente Trabalhista (PPS, PDT)                                                    | 1.578   | 0,16%      |

## Deputados federais eleitos
São relacionados os candidatos eleitos com informações complementares da Câmara dos Deputados.

Representação eleita
  PFL: 3
  PSDB: 2
  PPB: 1
  PSD: 1
  PMDB: 1

| Número | Deputados federais eleitos | Partido | Votação | Percentual | Cidade onde nasceu | Unidade federativa |
| 2580   | Kátia Abreu                | PFL     | 76.170  | 12,91%     | Goiânia            | Goiás              |
| 2525   | Homero Barreto             | PFL     | 43.829  | 7,43%      | Rio de Janeiro     | Rio de Janeiro     |
| 1100   | Pastor Amarildo            | PPB     | 40.541  | 6,87%      | Hidrolândia        | Goiás              |
| 4555   | Eduardo Gomes              | PSDB    | 37.251  | 6,31%      | Estância           | Sergipe            |
| 4141   | Maurício Rabelo            | PSD     | 35.628  | 6,04%      | Patos de Minas     | Minas Gerais       |
| 2511   | Darci Coelho               | PFL     | 32.833  | 5,57%      | Porto Franco       | Maranhão           |
| 4588   | Ronaldo Dimas              | PSDB    | 29.359  | 4,98%      | Frutal             | Minas Gerais       |
| 1515   | Osvaldo Reis               | PMDB    | 25.851  | 4,38%      | Floriano           | Piauí              |

## Deputados estaduais eleitos
Estavam em jogo 24 cadeiras na Assembleia Legislativa do Tocantins.

Representação eleita
  PFL: 6
  PPB: 4
  PMDB: 4
  PSDB: 4
  PTB: 2
  PL: 2
  PPS: 1
  PT: 1

Fonteː
| Número | Deputados estaduais eleitos | Partido | Votação | Percentual | Cidade onde nasceu      | Unidade federativa |
| 25222  | Vicentinho Alves            | PFL     | 19.821  | 3,34%      | Porto Nacional          | Tocantins          |
| 22111  | Fabion Gomes                | PL      | 15.169  | 2,56%      | Tocantinópolis          | Tocantins          |
| 25400  | Ângelo Agnolin              | PFL     | 13.840  | 2,33%      | Palmeira das Missões    | Rio Grande do Sul  |
| 25700  | Júnior Coimbra              | PFL     | 11.883  | 2,00%      | Filadélfia              | Tocantins          |
| 15153  | Paulo Sidney                | PMDB    | 11.642  | 1,96%      | Inhumas                 | Goiás              |
| 11111  | Laurez Moreira              | PPB     | 11.575  | 1,95%      | Dueré                   | Tocantins          |
| 45678  | José Augusto Pugliesi       | PSDB    | 11.306  | 1,91%      | Goiânia                 | Goiás              |
| 11000  | Cacildo Vasconcelos         | PPB     | 11.134  | 1,88%      | Ipameri                 | Goiás              |
| 14666  | Walfredo Reis               | PTB     | 10.905  | 1,84%      | São José do Rio Preto   | São Paulo          |
| 25115  | Raimundo Moreira            | PFL     | 10.842  | 1,83%      | Nazaré                  | Tocantins          |
| 45045  | Eduardo Machado             | PSDB    | 10.812  | 1,82%      | Goiânia                 | Goiás              |
| 15200  | Sargento Aragão             | PMDB    | 10.651  | 1,80%      | Sertânia                | Pernambuco         |
| 22222  | Palmeri Bezerra             | PL      | 10.339  | 1,74%      | Carolina                | Maranhão           |
| 11101  | João Oliveira               | PPB     | 10.271  | 1,73%      | Loreto                  | Maranhão           |
| 14225  | Carlos Gaguim               | PTB     | 9.995   | 1,69%      | Ceres                   | Goiás              |
| 25234  | César Halum                 | PFL     | 9.619   | 1,62%      | Anápolis                | Goiás              |
| 11555  | Valuar Barros               | PPB     | 9.425   | 1,59%      | São Félix de Balsas     | Maranhão           |
| 45000  | Eduardo do Dertins          | PSDB    | 9.381   | 1,58%      | Cravinhos               | São Paulo          |
| 23700  | Solange Duailibe            | PPS     | 8.305   | 1,40%      | São Miguel do Tocantins | Tocantins          |
| 15120  | Eli Borges                  | PMDB    | 8.301   | 1,40%      | Ipameri                 | Goiás              |
| 25131  | Iderval Silva               | PFL     | 8.288   | 1,40%      | Anápolis                | Goiás              |
| 45614  | Fábio Martins               | PSDB    | 8.112   | 1,37%      | General Salgado         | São Paulo          |
| 15456  | Josi Nunes                  | PMDB    | 8.049   | 1,36%      | Porto Nacional          | Tocantins          |
| 13123  | Santana do PT               | PT      | 7.918   | 1,34%      | Itaberaí                | Goiás              |